# ミサ曲第2番 (シューベルト)

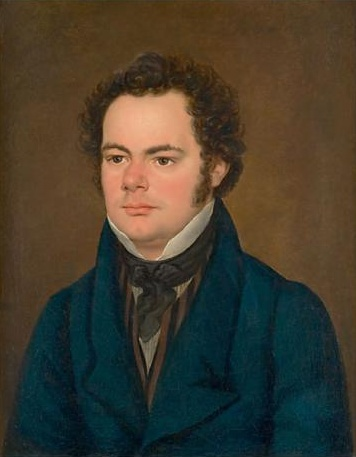
シューベルトの肖像。フランツ・アイブル画。1827年

ミサ曲第2番 ト長調 D167 は、フランツ・シューベルトが1815年3月はじめに作曲したミサ曲。1週間もかからずに書き上げられた本作は3曲の小ミサ曲、ミサ・ブレヴィスのうち最も広く知られている。ソプラノのためのパッセージ群を別にすると差し挟まれる独唱は控えめで、ここでのシューベルトは性格として祈祷的な雰囲気に傾きがちである。前年には作曲者の教区でミサ曲第1番が披露されて成功を収めていた。

## 概要
1815年の3月2日から7日にかけて書かれ、シューベルト一家が通うリヒテンタールの教区教会での演奏を念頭に置いての作曲だったと思われる。しかし、楽譜はシューベルトの死後数年経った1845年まで出版されず、その時まで作曲者の知られない楽曲のひとつだった。あまりに無名なため、初版はプラハの聖ヴィート大聖堂で音楽監督を務めたロベルト・フューラーが自作と偽って発表していたほどであった。フューラーは最終的に横領の罪で収監されている。時とともにやがて真の作曲者が明らかにされ、現在では人気を獲得している。
本作は元来ソプラノ、テノール、バス独唱と合唱、弦楽合奏とオルガンのみを必要とする、小規模な編成だった。しかし、1980年代にクロスターノイブルクでシューベルトの総譜よりも新しい日付の記されたまとまったパート譜が発見され、作品の最終的な構想がトランペットとティンパニのパートを加え、全体に細かい修正を施されたより大きな規模のものだったことが明らかとなった。これを受けてカールスから増強版の総譜が出版されている。これとは別にシューベルトの兄のフェルディナントは、作品の人気に応える形で木管楽器、金管楽器とティンパニのパートを書いている。

## 楽曲構成
6曲から構成される。演奏時間は約22分。
1. キリエ アンダンテ コン・モート ト長調 3/4拍子
2. グローリア アレグロ・マエストーソ ニ長調 4/4拍子
3. クレド アレグロ・モデラート ト長調 2/2拍子
4. サンクトゥス アダージョ・モデラート ニ長調 4/4拍子
"Osanna in excelsis..." アレグロ 2/4拍子
5. ベネディクトゥス アンダンテ・グラツィオーソ ト長調 6/8拍子 カノンでのソプラノ、テノール、バス独唱
"Osanna in excelsis..." ニ長調 アレグロ  2/4拍子
6. アニュス・デイ レント ト長調 4/4拍子